# Rafael Alvira
Rafael Alvira Domínguez  (Madrid, 24 de octubre de 1942-Madrid, 4 de febrero de 2024) fue un filósofo español, catedrático de la Universidad de Navarra. 

## Biografía
Rafael Alvira nació el 24 de octubre de 1942 en la ciudad de Madrid. A los dieciocho años, comenzó sus estudios de Filosofía en la Universidad de Navarra y obtuvo sendos doctorados en Filosofía en la Universidad Complutense de Madrid y en la Pontificia Universidad Gregoriana en Roma. Realizó estancias de estudio en Alemania (dos años en la Universidad de Münster), Italia (dos años en la Pontificia Universidad Lateranense), Austria, Francia y Estados Unidos.
En 1966 se convirtió en profesor asistente en la Universidad Complutense y el 1975 pasó a ser profesor titular de Metafísica. En el año 1980 se trasladó a la Facultad de Filosofía y Letras de la Universidad de Navarra, en la que con el transcurso de los años ocupó numerosos cargos de gobierno, incluyendo el Decanato. También impartió docencia en la Escuela Diplomática de Madrid, la Universidad Complutense y la Universidad Internacional Menéndez Pelayo (Santander). Fue miembro fundador y director del Instituto Empresa y Humanismo de la Universidad de Navarra.
Como profesor invitado se hizo presente en la Universidad de Mendoza (Argentina) y en la Universidad de la República (Montevideo, Uruguay), en la Universidad Panamericana (México), la Universidad Nacional de Cuyo (Mendoza, Argentina), la University of Notre Dame (Indiana, Estados Unidos), la Universidad de los Andes (Santiago de Chile) y la Universidad de Piura (Perú), entre otras.
Falleció en Madrid el día 4 de febrero de 2024.

## Campos de estudio
Prestó especial atención investigadora a la Filosofía antigua, la Antropología y la Filosofía política, sobre todo a reflexionar sobre la sociedad civil, el conocimiento y el trabajo en la era de la globalización y la familia en la nueva situación social.

## Publicaciones
Autor de cerca de doscientos artículos de su especialidad, dirigió más de 35 tesis doctorales y más de una treintena de memorias científicas, publicó las siguientes monografías:
- ¿Qué es la libertad?, Emesa, Madrid, 1976 (2ª edic. en México D.F.)
- La noción de finalidad, Eunsa, Pamplona, 1978.
- Reivindicación de la voluntad, Eunsa, Pamplona, 1988.
- Razón y libertad, Rialp, Madrid 1990 (editor y colaborador)
- El hombre: inmanencia y transcendencia, Universidad de Navarra, Pamplona, 1991 (editor y colaborador).
- La razón de ser hombre. Ensayo acerca de la justificación del ser humano, Rialp, Madrid, 1998.
- El lugar al que se vuelve. Reflexiones sobre la familia, Eunsa, Pamplona, 1998.
- Filosofía de la vida cotidiana, Rialp, Madrid, 1999.
- Sociedad civil. La democracia y su destino, Eunsa, Pamplona, 1999 (editor y colaborador).
- Humanidades para el siglo XXI, Eunsa, Pamplona, 2006 (en colaboración con Kurt Spang).

## Academias y Asociaciones a a las que pertenecía
El profesor Alvira formaba parte del consejo editorial de varias revistas de Filosofía y era miembro de diversas sociedades nacionales e internacionales entre las que destacan:
- International Society for Metaphysics
- Societé internationale pour l'étude de la Philosophie Médiévale
- Sociedad Española de Estudios Clásicos
- Sociedad Española de Filosofía
- Fundador de la Asociación para el Estudio de la Doctrina Social de la Iglesia (AEDOS).

## Publicaciones sobre él
- AA.VV.: «Humanizar emprendiendo: homenaje a Rafael Alvira», Cuadernos Empresa y Humanismo, vol. CXXIII, 2014, Pamplona, Instituto Empresa y Humanismo, Universidad de Navarra. 380 págs.